# Clanville
Clanville – wieś w Anglii, w hrabstwie Hampshire, w dystrykcie Test Valley. Leży 23 km na północny zachód od miasta Winchester i 103 km na zachód od Londynu.